# 津松阪港

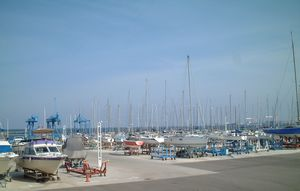
津ヨットハーバー

津松阪港（つまつさかこう）は、三重県中勢地区にある重要港湾である。

## 概要
県庁所在地・津市の津港と、交通の結節点・松阪市の松阪港（大口港）を統合して誕生した港湾で、三重県内では四日市港に次ぐ規模を持つ。ただし、港湾法上の統合であって、港則法・関税法上は別の港となる。両港とも港則法の適用港だが、関税法上の開港は津港のみで、松阪港は不開港である。
津の港湾は、中国の歴史書には「日本三津」、日本の書物には「三津七湊」と記載された安濃津を起源とし市名の由来ともなったが、往時に比べれば日本国内における重要性は低下している。一方、松阪の港湾は蒲生氏郷が松坂城の城下町を整備した頃から物資の積み出し港として町の発展を支えてきた。
1971年（昭和46年）4月1日に津港と松阪港が合併して成立した港湾で、2港区14地区からなる。港湾面積は6,200haに達し、三重県の主要河川である雲出川と櫛田川、津市の町中を流れる志登茂川・岩田川や、国道23号と42号が分岐する松阪市の三渡川の河口も港湾に含まれる。
沿岸にはジャパン マリンユナイテッド津事業所やセントラル硝子松阪工場をはじめとする工場が建ち並び、中京工業地帯の一翼を担っていることから工業港としての性格が強かったが、中部国際空港の開港に伴うアクセス整備により津なぎさまちが誕生するなど、近年は新しい位置づけもなされている。

### 港区
津港区
旧 津港。江戸橋・贄崎・新堀・阿漕浦・伊倉津の5地区からなる。工業港と海洋レジャー港の2つの側面を有する。
松阪港区
旧 松阪港。工業港としての性格が強い一方、釣りや、みなとまつりの花火の舞台にもなる。

### 港湾地区
- 河芸地区（かわげ） - 津市河芸町。マリーナ河芸はみえ・かわげ海の駅として海の駅に登録している。
- 江戸橋地区（えどばし） - 津市栗真町屋町・上浜町・江戸橋三丁目。
- 松本崎地区 - 津市島崎町。志登茂川と安濃川に挟まれた場所。
- 贄崎地区 - 津市高洲町・末広町・海岸町・港町。中河原海岸・乙部海岸・贄崎浦からなる。
- 新堀地区 - 津市港町・なぎさまち。岩田川河口に築かれた江戸時代からの港湾と中部国際空港へのアクセス港として開港したなぎさまちの2港からなる。岩田川左岸の津なぎさまちはみなとオアシスとしても登録していて、みなとオアシス津なぎさまちとして地域交流拠点となっていて、右岸の津ヨットハーバーはみえ・つ海の駅として海の駅に登録している。
- 阿漕浦地区（あこぎうら） - 津市柳山津興・下弁財町津興・阿漕町津興・津興・藤方。
- 伊倉津地区（いぐらづ） - 津市雲出鋼管町。
- 香良洲地区（からす） - 津市香良洲町。
- 三雲地区（みくも） - 松阪市五主町・曽原町・喜多村新田町・松崎浦町・松ヶ島町・新松ヶ島町。三渡川の河口にあたり、ノリの養殖が行われている。
- 大口地区（おおくち） - 松阪市猟師町・大口町。松阪港区の中心である。
- 高町地区（たかまち） - 松阪市高町。
- 浦新田地区 - 松阪市高須町。
- 松名瀬地区（まつなせ） - 松阪市松名瀬町。
- 西黒部地区（にしくろべ） - 松阪市東黒部町。

## 歴史
津松阪港は津港と松阪港を統合して成立した港湾であることから、ここでは統合前の津港と松阪港の歴史を述べた後に、統合後の歴史を記す。

### 津港の成立
古代には安濃郡の港として安濃津（あののつ、あのつ）、転訛して洞津（あなのつ、どうしん）と呼ばれた港で、平清盛がこの港から熊野三山への参拝のために出港したと『平家物語』に記述されるなど、平氏にとって重要な港であった。津市産品には平清盛の父で、伊勢平氏の勢力を拡大した平忠盛の生誕地との伝説があり、「平氏発祥の地」碑が立つ。また白砂青松の阿漕浦の名は京都でも知られていたようで、平安時代の和歌や室町時代のお伽草子に登場する。中世には三津七湊の1つとして日本を代表する港として見なされ、中国・明代の茅元儀が著した『武備志』の「日本考」にも
と記され、筑前国那珂郡・博多津や薩摩国川辺郡・坊津と並ぶ日本三津として紹介された。これは、安濃津が伊勢平野の中央に位置し、伊勢参宮街道の中間点かつ内陸国の伊賀・大和・近江へ至る街道の起点であったことによる。中勢の米を伊勢神宮に献上する船の拠点や北勢の物資を輸送する寄港地として栄えた。しかし、1498年（明応7年）8月25日に発生した明応地震に伴う津波が港を直撃し、急速に衰退した。寂れ具合について、当地を通りかかった連歌師の宗長は4、5千の廃墟や堂塔の跡を残すのみの荒野となり、犬の姿や鳥の鳴き声すら稀であると手記に記録している。その地震以後の歴史は約200年間の空白になっている。こうして港が破壊されてしまったために当時の正確な港の位置は分かっておらず、現在の贄崎（にえざき）灯台沖説と阿漕塚説がある。
江戸時代に入ると津藩主の藤堂氏が自藩の物資輸送上の理由から、岩田川河口に港を築いた。この結果、贄崎が港町として繁栄することとなった。ただし、河口に港を造成したため河川の土砂堆積作用に苦しめられ、幾度となく浚渫（しゅんせつ）を行わねばならず、1925年（大正14年）の北岸突堤の完成によってようやく軽減することとなった。
鉄道開通前の明治初期頃まではお伊勢参りの客を乗せた定期船が寄港していたものの、航路廃止以後は貨物定期便のみが第二次世界大戦頃まで残った。

### 松阪港の成立
1588年（天正16年）、飯高郡の松ヶ島城から四五百森（よいほのもり）に城が移り松坂城下町が整備されると、城下の交通は阪内川（さかないがわ）、広域輸送は大口港が担うようになった。また、城主の蒲生氏から請われて廻船問屋の伊勢商人・角屋七郎次郎忠栄も伊勢国度会郡・大湊から松坂に移ってきた。
角屋はかねてより、北条氏・織田氏・北畠氏らの御用達にも携わる豪商であり、忠栄の父・角屋七郎次郎秀持は本能寺の変において「神君伊賀越え」で徳川家康の危急を救ったことから「汝の持ち船は子々孫々に至るまで日本国中、いずれの浦々へ出入りするもすべて諸役免許たるべし」として家康から朱印を授かった。このことから角屋の朱印船は子々孫々までという約束で徳川家御用商人の特権を与えられ、松坂を拠点にした朱印船貿易が行われることになった。
また、角屋七郎次郎忠栄の次男、角屋七郎兵衛は朱印船貿易で富を成し、安南（現在のベトナム）・フェイフォ（現称：ホイアン）の日本人街で指導的立場になった。
江戸時代には紀州藩松坂領内の米の集散地として機能し、米倉も建てられた。また、参勤交代の際には三河国渥美郡・吉田と尾張国愛知郡・熱田を結ぶ船が寄港したという。
明治時代には、鉄道の開通と共に一旦は衰退するものの、大正時代に松阪の西方にある飯南郡（現在は松阪市内）の木材を輸送するために、三重県が76万円をかけて港村に防波堤や護岸などを整備し、1930年（昭和5年）に完工した。同じ年に内務省の指定港湾となった。
また、1913年（大正2年）には松阪軽便鉄道（三重交通）大口線が開業。港のある大口駅から松阪市街の平生町駅を介し、松阪駅や山間部の大石駅まで鉄道が結ばれた。この鉄道は、戦後の1948年（昭和23年）まで運行された。
なお、松阪港に改称したのは港村が松阪町に編入合併された1924年（大正13年）のことである。
第二次世界大戦の終結後、松阪市が沿岸を埋め立てて工業団地を造成し、セントラル硝子を始めとする企業が誘致された。

### 2港の統合
統合前、1954年（昭和28年）の台風第13号が、1959年（昭和34年）には伊勢湾台風がそれぞれ三重県を直撃し、津港と松阪港はいずれも壊滅的な被害を受けた。伊勢湾台風の翌年から1964年（昭和39年）にかけて災害復旧事業で護岸工事が実施され港が再生した一方で、かつて和歌にも詠まれた阿漕浦の美観は損なわれた。そして両港の更なる機能強化を図って1971年（昭和46年）4月1日、津港と松阪港は合併し津松阪港が成立した。同年に水深7.5mの大型岸壁が松阪港区に完成し、1974年からフジフェリーにより東京港との間に長距離フェリー航路が就航した。
平成時代に入り、伊勢湾台風後の改修から40年以上が経過したことから港湾施設の老朽化が見られる。そこで1992年（平成4年）度から香良洲地区・三雲地区・松阪港区で液状化対策が施され、2002年（平成14年）度からは津港区贄崎地区で工事が始まった。この事業は「ふるさと海岸整備事業」と名付けられ、利用・環境・景観の3点に配慮した港湾整備を実施している。

## 港湾統計
入港船数
| 年                 | 隻数（隻）                         | 総トン数（t） |
| 昭和50年代         | 20,325 （松阪：2,704、津：17,621） | ?             |
| 2002年（平成14年） | 15,888                             | 4,191,111     |
| 2004年（平成16年） | 14,125                             | 1,770,330     |
| 2006年（平成18年） | 24,177                             | 2,618,010     |
| 2007年（平成19年） | 26,243                             | 2,779,290     |

貨物量
| 年                 | 輸出量（t） | 輸入量（t） | 移出量（t） | 移入量（t） |
| 2002年（平成14年） | 0           | 126,951     | 5,038,056   | 1,374,023   |
| 2004年（平成16年） | 2,941       | 144,051     | 859,654     | 1,384,184   |
| 2006年（平成18年） | 3,002       | 142,446     | 141,077     | 1,432,227   |
| 2007年（平成19年） | 0           | 141,681     | 89,770      | 1,405,174   |

| 輸入品 1. 非鉄金属 74,941t 2. 非金属鉱物 62,075t 3. 化学薬品 4,520t 4. 輸送機械 145t |  | 主な移入品 1. セメント 474,900t 2. 砂利・砂 285,997t 3. 鋼材 219,896t 4. 非金属鉱物 183,285t 5. 重油 91,450t | 主な移出品 1. 非金属鉱物 28,530t 2. 染料・塗料・合成樹脂・その他 24,914t 3. 輸送機械 13,941t 4. 動植物性製造飼肥料 9,020t 5. ガラス類 4,370t |

## 定期旅客航路
以下の航路は津エアポートラインが運航している。。
- 津航路：津なぎさまち - 中部国際空港

### 過去に就航した定期旅客航路
- フジフェリー：松阪 - 東京（1971年 - 1981年）
- 津エアポートライン松阪航路：松阪 - 中部国際空港（2006年12月20日から2009年8月31日までは松阪高速船が運航）2016年(平成28年)12月19日廃止

## 観光
津松阪港における観光は、海水浴場での海水浴や潮干狩りを始め、マリーナ、ヨットハーバー、キャンプ場などマリンスポーツが主体となっている。特に津港区は伊勢の海県立自然公園の指定を受けている。
- 河芸マリーナ・三重マリンセンター海の学舎（旧・岐阜マリンスポーツセンター）
- 町屋海岸 - 三重大学に程近い海岸。廃車や使用済み注射器などの不法投棄が多かったが、1995年（平成7年）から住民団体「町屋百人衆」を中心に[22]三重大学の学生や津市立北立誠小学校の児童も参加して[23]「素足で走れる町屋海岸」を合い言葉に清掃活動を実施している[22]。
- 贄崎海水浴場
- 津ヨットハーバー - 財団法人伊勢湾海洋スポーツセンターの運営するヨットハーバー。1971年（昭和46年）に開設され、1975年（昭和50年）には三重国体の会場になった[4]。
- 阿漕浦海水浴場 - 「あこぎ」の語源となった平治の伝説が伝わる海岸。
- 御殿場海水浴場 - 春から夏にかけて潮干狩りの客で賑わう[24]。
- 香良洲海水浴場 - 香良洲浦とも称し、かつては香良洲神社の管理地であった[25]。2008年（平成20年）には24,000人の人出があった、2kmの海岸[26]。隣接地に香良洲公園が整備されている[25]。
- 五主海岸（ごぬしかいがん） - 干潮時には数百メートルに渡って砂浜の現れる遠浅の海岸[27]。銃猟禁止区域のため、渡り鳥が多く飛来する[27]。アオノリ養殖が盛んで生産高は伊勢湾内で第1位[28]。
- 高須町公園オートキャンプ場 - 4種類のキャンプサイトのほか、せせらぎ公園（サッカー場・テニスコート）を持つ[29]。
- 松名瀬海水浴場